# Elphidioides
Elphidioides es un género de foraminífero bentónico de la subfamilia Eponidellinae, de la familia Epistomariidae, de la superfamilia Asterigerinoidea, del suborden Rotaliina y del orden Rotaliida. Su especie tipo es Elphidioides americanus. Su rango cronoestratigráfico abarca el Priaboniense (Eoceno superior).

## Clasificación
Elphidioides incluye a la siguiente especie:
- Elphidioides americanus †